# Juan Sabines Gutiérrez
Juan Sabines Gutiérrez (Tuxtla Gutiérrez, Chiapas, 1920 - 1987). Foi um político mexicano, membro do Partido Revolucionário Institucional, foi Governador, Senador e Deputado Federal pelo estado de Chiapas. Foi irmão do poeta Jaime Sabines e pai de Juan Sabines Guerrero, Governador de Chiapas desde 2006.

## Biografia
Juan Sabines Gutiérrez foi filho do Major Julio Sabines, oficial do exército carrancista na Revolução Mexicana e de Luz Gutiérrez, descendente de Joaquín Miguel Gutiérrez, em honra de quem a capital chiapaneca ostenta seu sobrenome.
Foi eleito Senador pelo estado de Chiapas para as XLVIII e XLIX Legislaturas de 1970 a 1976 e posteriormente Deputado Federal pelo estado de Chiapas, no entanto dois meses depois solicitou licença ao ser designado Governador substituto de Chiapas.
Assumiu o governo em 29 de novembro de 1979 por solicitação de licença de seu antecessor, Salomón González Blanco, que por sua vez foi substituído do governador constitucional eleito, Jorge de la Vega Domínguez, que tinha deixado o cargo para ser Secretário da Economia do Secretariado do Comércio, foi o terceiro governador em um mesmo período constitucional, as condições da licença de González Blanco foram muito discutidas, pois era um reconhecido jurista que havia ocupado o cargo da Secretaria de Trabalho e Previsão Social do México, durante doze anos e presidente da Suprema Corte de Justiça da Nação, no entanto sua avançada idade não tornava fácil o governo do estado, e por isso ordenou desde o seu regresso ao Senado. Juan Sabines foi muito famoso pelas suas anedotas e seu jeito simples de falar, algo o tornou muito conhecido em todo o país.

## Artigos relacionados
- Governadores de Chiapas
- Chiapas